# Відчайдушні домогосподарки (сезон 2)
Другий сезон Відчайдушних домогосподарок, американського телесеріалу, створеного Марком Черрі, вийшов на екрани в США на телеканалі ABC 25 вересня 2005 року, а завершився 21 травня 2006. Сезон складається із 24 серій (епізодів). Оповідачем залишається Мері Еліс. Вона продовжує розповідати про життя своїх колишніх подруг Сьюзен Меєр, Ліннет Скаво, Брі Ван де Камп, Габріель Соліс та Іді Брітт, їхні проблеми й пригоди. Головною таємницею та інтригою сезону є сюжетна лінія, що розвивається навколо нової мешканки Вістерії Лейн Бетті Ерлвайт.

## Постановка та прийняття
Другий сезон відзначився тим, що були здійснені деякі зміни у складі продюсерів, режисерів та сценаристів. Уже після 13 епізодів, телесеріал покинули усі виконуючі продюсери крім Марка Черрі. Сам Черрі передав більшу частину своїх обов'язків щодо розробки епізодів іншим людям. Це стали називати причиною того, що якість епізодів погіршилася. Вістерія Лейн, де проходять всі події також зазнала значних змін перед початком зйомок другого сезону. згодом, актори та сам Марк Черрі зазначали, що сезон вийшов невдалим та, що рішення ABC додати ще один додатковий епізод ускладнило ситуацію. загалом рейтинги телесеріалу в США знизилися в другій частині сезону, спостерігався незначний спад у середній кількості аудиторії за сезон, порівняно з першим сезоном. Попри це, «Відчайдушні господарки» отримали численні номінації.